# Adrian Benedyczak
Adrian Dawid Benedyczak (* 24. November 2000 in Kamień Pomorski) ist ein polnischer Fußballspieler. Er steht seit Sommer 2021 in Diensten vom italienischen Fußballverein Parma Calcio 1913 und ist ein ehemaliger polnischer Nachwuchs-Nationalspieler.

## Karriere
Benedyczak ist ein 1,90 Meter großer und beidfüßiger Offensivspieler. Er spielt primär im Sturm sowohl als Mittel-, Außenstürmer und kann auch als hängende Spitze beziehungsweise aus dem Mittelfeld als offensiver Mittelfeldspieler agieren.

### Vereine

#### Anfänge in Westpommern
Benedyczak kam 2000 als Sohn des polnischen Fußballtorhüters Ireneusz Benedyczak im westpommerischen Kamień Pomorski zur Welt. Dort begann er in seiner Kindheit mit dem Vereinsfußball beim örtlichen Fußballverein Gryf Kamień Pomorski. Während seiner Junioren-Karriere wechselte Benedyczak 2013 innerhalb Westpommerns zur Fußballakademie von Pogoń Stettin, AP Pogoń Szczecin. Seit Juni 2017 spielte er bereits mit 16 Jahren für die Herren-Zweitmannschaft, Pogoń II Szczecin, in der viertklassigen Trzecia Liga Polens. Nebenbei spielte Benedyczak in der Saison 2017/18 weiterhin auch für die U19-Junioren des Vereins. Dort spielte er erfolgreich als Torschütze mit einem Quattrick und gesamt erzielten 17 Toren in 19 U19-Junioren-Einsätzen auf, was ihn zu einem Ergänzungsspieler der ersten Profimannschaft beförderte.
In der Rückrunde der Ekstraklasa 2017/18 stand Benedyczak im März 2018 erste Male im Spieltagskader der ersten Profimannschaft der Stettiner. Nach dem vorzeitigen gesicherten Klassenerhalt der Profimannschaft in der Abstiegsrunde 2018 kam er gegen Saisonende mit 17 Jahren als Einwechselspieler zu seinen ersten Profieinsätzen in der Ekstraklasa. In der Saison 2018/19 gehörte Benedyczak vor allem zu den Reservespielern und Ergänzungsspielern bei der ersten Profimannschaft und kam zu vereinzelten Startformation-Einsätzen. Nebenbei kam er auch in der Herren-Zweitmannschaft zum Einsatz in der Trzecia Liga. Wenn er dort zum Einsatz kam, dann vor allem als Startformationsspieler und trug mit seinen erzielten Toren zu vereinzelten Punktgewinnen bei.

#### Glogau-Leihe und Profi-Etablierung
In der Saison 2019/20 führte Benedyczak als Mittelstürmer seine erfolgreichen Leistungen in der Herren-Zweitmannschaft fort und trug bis Ende August 2019 erneut mit seinen erzielten Toren zu vereinzelten Punktgewinnen bei, trotz der Leistungen wurde er nebenbei nicht in der ersten Profimannschaft berücksichtigt. Danach wurde Benedyczak im September 2019 für den Rest der Saison an den Abstiegsplatzierten Chrobry Głogów der zweitklassigen Fortuna-1.-Liga Polens verliehen. Dort trug er mit seinen erzielten Toren und Torvorlagen zu vereinzelten Punktgewinnen bei, somit auch zum Klassenerhalt der Glogauer bei, wobei er gegen Saisonende verletzungsbedingt ausfiel. Benedyczak gehörte zu den herausragenden Nachwuchsspielern der Ligasaison an.
In Ekstraklasa 2020/21 etablierte sich Benedyczak im Stammkader der ersten Profimannschaft vor allem anfänglich primär als stetiger Einwechselspieler und gegen Saisonende kam er häufiger als Startformationsspieler zum Einsatz. Mit seinen erzielten drei Liga-Toren trug er zu vereinzelten Punktgewinnen bei und spielte mit der ersten Profimannschaft, um den polnischen Meisterschaftsgewinn mit und führten auch vorübergehend die Meisterschaft an. Nebenbei spielte Benedyczak zwischen August und November 2020 in der Saison-Hinrunde zwischendurch auch weiterhin für die Herren-Zweitmannschaft. In der folgenden europäischen Sommer-Transferperiode 2021 wurde Benedyczak zur Saison 2021/22 zum italienischen Absteiger Parma Calcio 1913 der Serie A 2020/21 transferiert, wofür die Stettiner eine Ablöse über zwei Millionen Euro erhielten.

#### Parma Calcio 1913
Bei den Parmaern erhielt Benedyczak einen Vierjahresvertrag bis Juni 2025 und sollte die Stürmer-Abgänge von Graziano Pellè und im Nachhinein auch von Andreas Cornelius kompensieren. Er fungierte in Serie B 2021/22 anfänglich als Reservespieler mit einigen Einwechslungen und ab Oktober 2021 etablierte er sich mit der Zeit mehrheitlich als Startformationsspieler im Sturm und trug mit seinen erzielten Toren zu vereinzelten Ligaspielsiegen bei. In der Folgesaison blieb seine Rolle innerhalb der Mannschaft teils unverändert, fing erneut primär als Reservespieler an und entwickelte sich mehrheitlich zum Startformationsspieler, dabei kam er zunehmend als Außenstürmer zum Einsatz. Er trug mit seinen erzielten Toren zu vereinzelten Punktgewinnen bei, womit er auch zum direkten Halbfinaleinzug der Aufstiegs-Play-offs 2022 seiner Mannschaft beitrug. Dort schied Benedyczak mit seiner Mannschaft gegen den späteren Aufsteiger Cagliari Calcio aus.
In Serie B 2023/24 entwickelte er sich mit seiner Mannschaft zum Meisteraspiranten der Serie B und zum Aufstiegskandidaten zur Serie A.

### Nationalmannschaft
Benedyczak durchlief zwischen August 2016 und Juni 2022 die polnischen Nachwuchs-Nationalmannschaften von der U17 bis U21. Er nahm unter anderem am U17-Nachwuchsturnier Syrenka Cup 2016 in Polen teil und wurde mit der U17-Mannschaft Turnierfünfter, wobei er sein U17-Länderspiel- und U17-Länderspieltor-Debüt gab. Zwischen 2018 und 2019 nahm Benedyczak mit der polnischen U20-Nationalmannschaft an U20-Elite-League 2018/19 und mit 18 Jahren an der U20-Weltmeisterschaft 2019 in Polen teil. Bei der U20-Weltmeisterschaft trug er ein Finalturnier-Tor bei und erreichte mit seiner Mannschaft das Achtelfinale. Bei der polnischen U21-Nationalmannschaft gehörte er zu den offensiven Leistungsträgern, im Qualifikationsturnier der U21-Europameisterschaft 2023 erzielte Benedyczak in neun Einsätzen fünf Tore, trotz seiner offensiven Leistungen verpasste er mit seiner Mannschaft als Gruppendritter sowohl die Play-offs als auch das U21-Finalturnier.
Nach seinen torreichen Leistungen an den ersten Spieltagen der italienischen Zweitliga 2023/24 wurde er Ende August 2023 mit 22 Jahren erstmals für die polnische A-Nationalmannschaft nominiert für Qualifikationsspiele der Europameisterschaft 2024 im September 2023, aber er kam dabei noch nicht zu seinem A-Länderspieldebüt.

## Erfolge
- Mit Pogoń Stettin
  - U19-Junioren

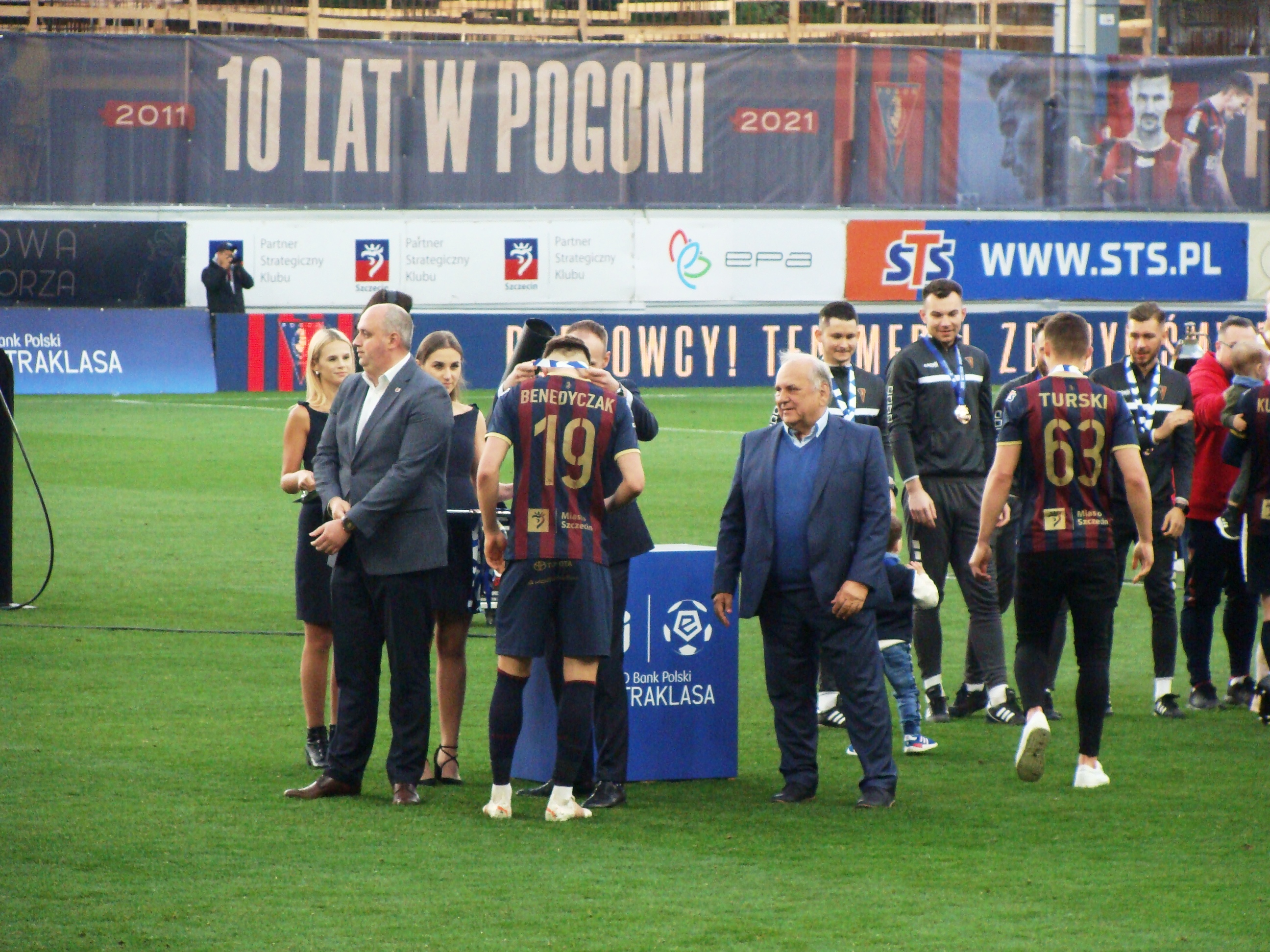
Benedyczak erhielt eine Medaille für den 3. Platz in der Meisterschaft

    - Centralna Liga Juniorów: Vizemeister 2017[4][18]

  - I. Profimannschaft
    - Polnische Ekstraklasa: 3.-Platz-Medaille 2021